# Tatyana Ossipova
Pour les articles homonymes, voir Ossipova.
Tatyana Andreïevna Roshchina-Ossipova (en russe : Татьяна Андреевна Рощина-Осипова) est une fondeuse kazakhe, née le 23 septembre 1987 à Kökşetaw.

## Biographie
En activité au haut niveau depuis 2004, elle dispute quatre éditions des Championnats du monde junior, obtenant comme meilleur résultat une douzième place à la poursuite en 2007, puis fait ses débuts en Coupe du monde en décembre 2007. Elle marque ses premiers points en décembre 2012 au dix kilomètres classique de Canmore (26e). Entre-temps, elle se classe notamment huitième aux Championnats du monde des moins de 23 ans en 2010 à Hinterzarten sur le dix kilomètres classique.
Après avoir terminé le Tour de ski en 2009-2010, elle prend part aux Jeux olympiques, à Vancouver, où elle arrive 36e du dix kilomètres libre et 9e du relais.
Aux Jeux olympiques d'hiver de 2014, à Sotchi, elle est 55e du skiathlon, 56e du sprint libre, 49e du dix kilomètres classique et 48e du cinquante kilomètres libre.
Elle compte quatre participations aux Championnats du monde entre 2007 et 2013. Son meilleur résultat en relais est une 10e place en 2009 à Liberev et son meilleur résultat individuel est une 31e place en 2011 à Oslo sur le dix kilomètres classique.
À l'Universiade d'hiver de 2013, elle remporte la médaille d'or au skiathlon et la médaille de bronze au relais. Elle fait ses adieux aux compétitions internationales lors de l'édition 2015 des Universiades.

## Palmarès

### Jeux olympiques d'hiver
| Épreuve / Édition | Sprint                           | Sprint                           | 10 km                            | 10 km                            | Poursuite / Skiathlon 2 × 7,5 km | 30 km | Relais | Relais   |
| Épreuve / Édition | libre                            | classique                        | libre                            | classique                        | Poursuite / Skiathlon 2 × 7,5 km | 30 km | Sprint | 4 × 5 km |
| JO 2010 Vancouver | Épreuve inexistante à cette date | -                                | 36e                              | Épreuve inexistante à cette date | -                                | -     | —      | 9e       |
| JO 2014 Sotchi    | 56e                              | Épreuve inexistante à cette date | Épreuve inexistante à cette date | 49e                              | 55e                              | 43e   | -      | —        |

Légende :
- : pas d'épreuve
- — :  Épreuve non disputée par Ossipova

### Championnats du monde
| Épreuve / Édition           | Sprint                           | Sprint                           | 10 km                            | 10 km                            | Poursuite / Skiathlon 2 × 7,5 km | 30 km | Relais | Relais   |
| Épreuve / Édition           | libre                            | classique                        | libre                            | classique                        | Poursuite / Skiathlon 2 × 7,5 km | 30 km | Sprint | 4 × 5 km |
| Mondiaux 2007 Sapporo       | Épreuve inexistante à cette date | -                                | -                                | Épreuve inexistante à cette date | 50e                              | -     | —      | -        |
| Mondiaux 2009 Liberec       | 63e                              | Épreuve inexistante à cette date | Épreuve inexistante à cette date | -                                | 44e                              | -     | —      | 10e      |
| Mondiaux 2011 Oslo          | 48e                              | Épreuve inexistante à cette date | Épreuve inexistante à cette date | 31e                              | -                                | -     | 13e    | 11e      |
| Mondiaux 2013 Val di Fiemme | Épreuve inexistante à cette date | -                                | 63e                              | Épreuve inexistante à cette date | 63e                              | -     | —      | -        |

Légende :
- : pas d'épreuve
- — : Non disputée par Osspiova

### Coupe du monde
- Meilleur classement général : 108e en 2013.
- Meilleur résultat individuel : 16e.

#### Classements en Coupe du monde
| Année     | Classement général final | Classement distance |
| 2012-2013 | 108e                     | 77e                 |

### Universiades
- Trentin 2013 :
- Médaille d'or sur le skiathlon.
- Médaille de bronze sur le relais.